# Klyazmia karasevi

Klyazmia karasevi (лат.) — ископаемый вид насекомых, единственный в составе монотипического рода Klyazmia из семейства Chaulioditidae (отряд Grylloblattida). Пермский период (Соковка, Вязники, чансинский ярус, возраст находки 252—254 млн лет), Россия, Владимирская область (56.3° N, 42,1° E).

## Описание
Длина переднего крыла — 20,0 мм.  Сестринские таксоны рода Klyazmia: Chauliodites, Dvinopedes, Iphikozulu, Miralioma, Parachauliodites, Permyak, Purtovinia, Yontala, Lemmatophoropsis. Вид был впервые описан в 2013 году российским палеоэнтомологом Д. С. Аристовым (Палеонтологический институт РАН, Москва) по ископаемым отпечаткам.